# 郷原宏
郷原 宏（ごうはら ひろし、1942年5月3日 - ）は、日本の詩人、文芸評論家、翻訳家。

## 人物
島根県出雲市（平田市）出身。早稲田大学政治経済学部卒。読売新聞社に入社し、社会部記者、週刊読売編集部、出版局編集者を歴任。編集者時代は松本清張の担当を務めた。若くから詩作を始め、1974年『カナンまで』でH氏賞受賞。1983年、高村智恵子論『詩人の妻』でサントリー学芸賞受賞。
1985年からフリーライターとなる。その後、妻の山本楡美子（本名・郷原静江）とともに主としてミステリーの翻訳を始め、映画『わが愛の譜 滝廉太郎物語』の原作を書き下ろした。2006年『松本清張事典 決定版』で第59回日本推理作家協会賞評論部門受賞。
娘はフランス文学者の郷原佳以。

## 著書
- 『執行猶予』（思潮社） 1966年
- 『歌と禁欲 近代詩人論』（国文社） 1976年
- 『立原道造 抒情の逆説』（花神社） 1980年、新版・未來社 2022年
- 『詩のある風景』（未來社） 1981年
- 『詩人の妻 高村智恵子ノート』（未來社） 1983年
- 『冬の旅・その他の旅 詩集』（紫陽社） 1984年
- 『「現代国語」解読講座』（有斐閣） 1989年
- 『わが愛の譜 滝廉太郎物語』（新潮文庫） 1993年
- 『名探偵事典 日本編』（東京書籍） 1995年
- 『名探偵事典 海外編』（東京書籍） 1997年
- 『このミステリーを読め! 日本篇』（三笠書房、王様文庫） 2000年
- 『このミステリーを読め! 海外篇』（三笠書房、王様文庫） 2000年
- 『「赤川次郎」公式ガイドブック』（三笠書房、王様文庫） 2001年
- 『松本清張事典』（角川学芸出版） 2005年
- 『清張とその時代』（双葉社） 2009年
- 『物語日本推理小説史』（講談社） 2010年
- 『郷原宏詩集 新・日本現代詩文庫』（土曜美術社出版販売） 2013年
- 『日本推理小説論争史』（双葉社） 2013年
- 『乱歩と清張』（双葉社） 2017年
- 『胡堂と啄木』（双葉社） 2019年
- 『岸辺のない海　石原吉郎ノート』（未來社） 2019 年

### 編著・共著
- 『東西ベストミステリーガイド』（各務三郎、扶桑社） 1992年
- 『西村京太郎読本』（KSS出版） 1998年
- 『渡辺淳一作品にみるヒロインたちの生きかた』（安宅夏夫共著、KSS出版） 1999年
- 『ふと口ずさみたくなる日本の名詩』（PHP研究所） 2002年

## 翻訳
- 『ベビーシッター』（アンドルー・コバーン、山本楡美子共訳、角川文庫） 1987年
- 『最終兵器V-3を追え』（イブ・メルキオー、山本楡美子共訳、角川文庫） 1988年
- 『緑の檻』（ルース・レンデル、山本楡美子共訳、角川文庫） 1988年
- 『シティ・オヴ・グラス』（ポール・オースター、山本楡美子共訳、角川書店） 1989年、のち文庫
- 『無風地帯』（ロバート・フェリーニョ、講談社文庫） 1990年
- 『全署緊急手配』（デイヴ・ペノー、山本楡美子共訳、ハヤカワ・ミステリ文庫） 1990年
- 『到着時死亡』（デイヴ・ペノー、山本楡美子共訳、ハヤカワ・ミステリ文庫） 1991年
- 『広域捜索指令』（デイヴ・ペノー、山本楡美子共訳 ハヤカワ・ミステリ文庫） 1992年
- 『誘拐犯包囲網』（デイヴ・ペノー、山本楡美子共訳 ハヤカワ・ミステリ文庫） 1992年
- 『不法家宅侵入』（デイヴ・ペノー、山本楡美子共訳 ハヤカワ・ミステリ文庫） 1993年
- 『差出人戻し』（ディック・クラスター、山本楡美子共訳、光文社文庫） 1993年
- 『珍獣遊園地』（カール・ハイアセン、山本楡美子共訳、角川文庫） 1994年

## 参考
- 紀伊國屋書店ブックウェブ:
- 『文藝年鑑　2012』（生月日）